# Pauline de Wurtemberg (1877-1965)
Pour l’article homonyme, voir Pauline de Wurtemberg.
La princesse Pauline de Wurtemberg (Pauline Olga Hélène Emma de Wurtemberg), née le 19 décembre 1877 à Stuttgart et morte le 7 mai 1965 à Ludwigsburg, est une princesse allemande de la maison de Wurtemberg. Fille aînée de Guillaume II de Wurtemberg et de son épouse la princesse Marie de Waldeck-Pyrmont, elle devient princesse de Wied en épousant Guillaume-Frédéric de Wied. Elle est connue pour avoir été, pendant plusieurs années, une directrice régionale de la Croix-Rouge allemande.

## Biographie

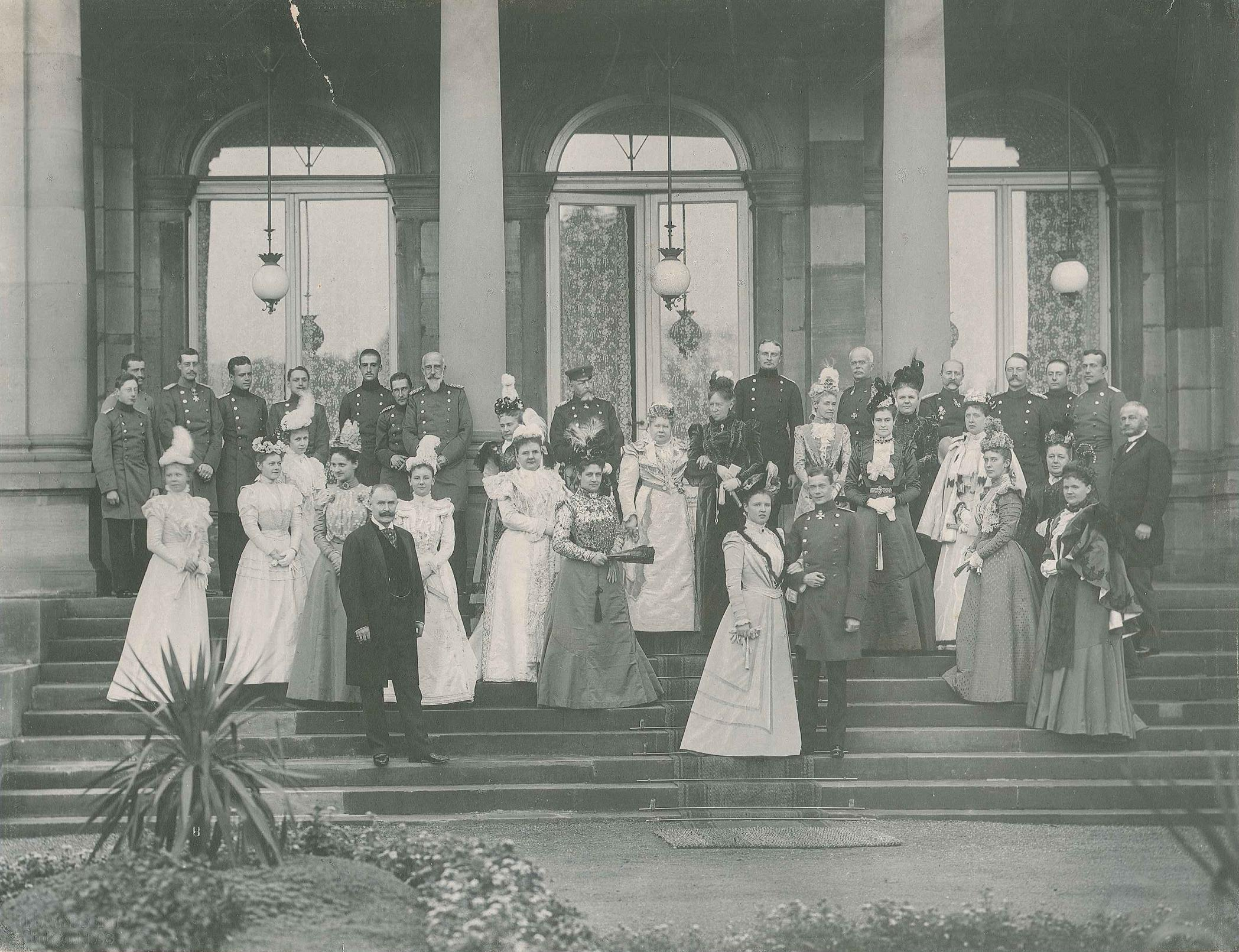
Mariage de Pauline de Wurtemberg et Guillaume Frédéric de Wied - Stuttgart (1898).

Pauline, fille aînée de Guillaume II de Wurtemberg (1848-1921) et de la princesse Marie de Waldeck-Pyrmont (1857-1882), naît à Stuttgart et grandit entre cette ville et Ludwigsburg, où elle se retrouve sans soutien maternel[pas clair] dès l'âge de 4 ans. Avec la mort de son frère le prince Ulrich et d'un bébé mort-né, Pauline est le seul enfant survivant du couple.
Le 29 octobre 1898, à Stuttgart, elle épouse Guillaume-Frédéric de Wied (1872-1945). Après le mariage, le couple s'établit d'abord à Potsdam, où le prince héréditaire est à la tête d'un régiment puis à Berlin, en 1902. Pour finir, les époux s'installent à la résidence de Neuwied en 1907. À la mort de son père Guillaume-Adolphe de Wied, Guillaume-Frédéric devient le sixième prince de Wied.
Dès 1902, Pauline s'engage dans la Croix Rouge et devient la présidente de l'antenne de Charlottenburg. En 1907, elle prend de l'avancement et rejoint le comité directeur, dont elle va faire partie jusqu'en 1937. De 1922 à 1945, elle préside l'antenne rhénane de la Croix Rouge. En 1933, elle adhère au Parti nazi mais n'y occupe aucune fonction. Au contraire, du fait de son rôle au sein de la Croix Rouge, elle n'a cessé d'avoir des différends avec les organisations du NSDAP, notamment lorsqu'elle prend la défense des convictions religieuses de nombreuses infirmières de la Croix Rouge[pas clair].
Après la mort de son époux en 1945, Pauline revient à Wurtemberg. Elle aide à cacher le criminel de guerre SS August Heissmeyer et sa femme Gertrud Scholtz-Klink, la dirigeante de la branche féminine du parti nazi,. Ceci lui vaut d'être mise en examen puis libérée sous caution en attendant son procès, prévu en mars 1948. Elle affirme avoir hébergé Gertrud Scholtz-Klink en toute connaissance de cause mais nie avoir été au courant des fonctions antérieures d'August Heissmeyer. Jugée par le tribunal militaire de Ludwigsburg en 1948, elle est condamnée à verser une amende d'un montant de 25 000 mark. Le couple reconnaît avoir bénéficié de l'aide de la princesse Pauline pour se cacher à Bebenhausen, où les Alliés les ont finalement arrêtés.
Par la suite, elle emménage à la Villa Marienwahl de Ludwigsburg, qu'elle a hérité de son père et consacre les vingt dernières années de sa vie à élever des chevaux.

## Descendance
Pauline de Wurtemberg et Guillaume-Frédéric de Wied ont eu deux enfants :
- Prince Hermann-Guillaume de Wied (bg) (18 août 1899 – 5 novembre 1941), qui épouse la comtesse Marie-Antonia de Stolberg-Wernigerode
- Prince Thierry de Wied (bg) (né le 30 octobre 1901 – mort le 8 juin 1976), qui épouse la comtesse Antoinette Julia Grote

## Titres et distinctions
- 19 décembre 1877 –  29 octobre 1898: Son altesse royale la princesse Pauline de Wurtemberg
- 29 octobre 1898 –  22 octobre 1907: Son altesse royale la princesse Guillaume-Frédéric de Wied
- 22 octobre 1907 –  18 juin 1945: Son altesse royale la princesse de Wied
- 18 juin 1945 –  7 mai 1965: Son altesse royale la princesse douairière de Wied

## Généalogie
|  |                                              |  |  |  |  |  |  |  |  |  |  |  |  |  |  |  |
|  | 8. Paul-Charles de Wurtemberg                |  |  |  |  |  |  |  |  |  |  |  |  |  |  |  |
|  |                                              |  |  |  |  |  |  |  |  |  |  |  |  |  |  |  |
|  |                                              |  |  |  |  |  |  |  |  |  |  |  |  |  |  |  |
|  | 4. Frédéric de Wurtemberg                    |  |  |  |  |  |  |  |  |  |  |  |  |  |  |  |
|  |                                              |  |  |  |  |  |  |  |  |  |  |  |  |  |  |  |
|  |                                              |  |  |  |  |  |  |  |  |  |  |  |  |  |  |  |
|  | 9. Charlotte de Saxe-Hildburghausen          |  |  |  |  |  |  |  |  |  |  |  |  |  |  |  |
|  |                                              |  |  |  |  |  |  |  |  |  |  |  |  |  |  |  |
|  |                                              |  |  |  |  |  |  |  |  |  |  |  |  |  |  |  |
|  | 2. Guillaume II de Wurtemberg                |  |  |  |  |  |  |  |  |  |  |  |  |  |  |  |
|  |                                              |  |  |  |  |  |  |  |  |  |  |  |  |  |  |  |
|  |                                              |  |  |  |  |  |  |  |  |  |  |  |  |  |  |  |
|  | 10. Guillaume Ier de Wurtemberg              |  |  |  |  |  |  |  |  |  |  |  |  |  |  |  |
|  |                                              |  |  |  |  |  |  |  |  |  |  |  |  |  |  |  |
|  |                                              |  |  |  |  |  |  |  |  |  |  |  |  |  |  |  |
|  | 5. Catherine de Wurtemberg                   |  |  |  |  |  |  |  |  |  |  |  |  |  |  |  |
|  |                                              |  |  |  |  |  |  |  |  |  |  |  |  |  |  |  |
|  |                                              |  |  |  |  |  |  |  |  |  |  |  |  |  |  |  |
|  | 11. Pauline-Thérèse de Wurtemberg            |  |  |  |  |  |  |  |  |  |  |  |  |  |  |  |
|  |                                              |  |  |  |  |  |  |  |  |  |  |  |  |  |  |  |
|  |                                              |  |  |  |  |  |  |  |  |  |  |  |  |  |  |  |
|  | 1. Pauline de Wurtemberg                     |  |  |  |  |  |  |  |  |  |  |  |  |  |  |  |
|  |                                              |  |  |  |  |  |  |  |  |  |  |  |  |  |  |  |
|  |                                              |  |  |  |  |  |  |  |  |  |  |  |  |  |  |  |
|  | 12. Georges II de Waldeck-Pyrmont            |  |  |  |  |  |  |  |  |  |  |  |  |  |  |  |
|  |                                              |  |  |  |  |  |  |  |  |  |  |  |  |  |  |  |
|  |                                              |  |  |  |  |  |  |  |  |  |  |  |  |  |  |  |
|  | 6. Georges-Victor de Waldeck-Pyrmont         |  |  |  |  |  |  |  |  |  |  |  |  |  |  |  |
|  |                                              |  |  |  |  |  |  |  |  |  |  |  |  |  |  |  |
|  |                                              |  |  |  |  |  |  |  |  |  |  |  |  |  |  |  |
|  | 13. Emma d'Anhalt-Bernbourg-Schaumbourg-Hoym |  |  |  |  |  |  |  |  |  |  |  |  |  |  |  |
|  |                                              |  |  |  |  |  |  |  |  |  |  |  |  |  |  |  |
|  |                                              |  |  |  |  |  |  |  |  |  |  |  |  |  |  |  |
|  | 3. Marie de Waldeck-Pyrmont                  |  |  |  |  |  |  |  |  |  |  |  |  |  |  |  |
|  |                                              |  |  |  |  |  |  |  |  |  |  |  |  |  |  |  |
|  |                                              |  |  |  |  |  |  |  |  |  |  |  |  |  |  |  |
|  | 14. Guillaume de Nassau                      |  |  |  |  |  |  |  |  |  |  |  |  |  |  |  |
|  |                                              |  |  |  |  |  |  |  |  |  |  |  |  |  |  |  |
|  |                                              |  |  |  |  |  |  |  |  |  |  |  |  |  |  |  |
|  | 7. Hélène de Nassau                          |  |  |  |  |  |  |  |  |  |  |  |  |  |  |  |
|  |                                              |  |  |  |  |  |  |  |  |  |  |  |  |  |  |  |
|  |                                              |  |  |  |  |  |  |  |  |  |  |  |  |  |  |  |
|  | 15. Pauline de Wurtemberg                    |  |  |  |  |  |  |  |  |  |  |  |  |  |  |  |
|  |                                              |  |  |  |  |  |  |  |  |  |  |  |  |  |  |  |
|  |                                              |  |  |  |  |  |  |  |  |  |  |  |  |  |  |  |